# Grok
Grok es un neologismo acuñado por el escritor estadounidense Robert A. Heinlein para su novela de ciencia ficción de 1961 Stranger in a Strange Land. Mientras que el diccionario Oxford English Dictionary resume el significado de grok como «comprender de manera intuitiva o por empatía, entablar una relación con [alguien]» y «empatizar o comunicarse con compasión [con alguien]; también, experimentar placer», el concepto tal como lo ideó Heinlein tiene muchos más matices. Por ejemplo, el crítico Istvan Csicsery-Ronay Jr. observa que «el tema principal del libro puede interpretarse como una definición ampliada del término.» El concepto de grok fue objeto de una considerable mirada crítica en los años posteriores a la publicación inicial del libro. Tanto el término en sí como algunos aspectos del concepto subyacente han pasado a formar parte de comunidades tales como las de las ciencias de la informática.

## Descripciones enStranger in a Strange Land
El crítico David E. Wright Sr. señala que en la edición «sin cortes» de 1991 de Stranger in a Strange Land, la palabra grok «se utilizó por primera vez sin ninguna definición explícita en la página 22» y continuó utilizándose, sin definirse explícitamente, hasta la página 253 (énfasis en el original). Señala que esta primera definición en cuanto a la connotación, o más bien la traducción que se le da, es solo «beber», pero que esta es sólo una metáfora «del mismo modo que en inglés, [la frase] I see  a menudo significa lo mismo que I understand». A modo de salvar esta ausencia de una definición explícita, los críticos han recurrido a citar fragmentos de Stranger in a Strange Land que ilustran el término. A continuación se incluyen algunos de estos fragmentos:

Grok significa «comprender», por supuesto, pero el Dr. Mahmoud, quien podría considerarse como el principal experto terrícola en el tema de marcianos, explica que también significa «beber» y «un centenar de otras palabras en inglés, palabras que consideramos conceptos antitéticos. Grok tiene todos estos significados. Significa "miedo", significa "amor", significa "odio"; odio verdadero porque, según el "mapa" marciano, no puedes odiar nada a menos que lo comprendas, que lo entiendas tan a fondo que te fusiones con ello y que ello se fusione contigo, y solo así puedes odiarlo. Al odiarte a ti mismo. Pero esto implica que también lo amas y lo aprecias y no lo aceptarías de ninguna otra manera. Solo entonces puedes odiar. Y (me parece) que el odio marciano es una emoción tan oscura que el equivalente humano más cercano solo podría llamarse un leve disgusto.»

Grok significa «idénticamente igual». Aquel cliché humano que dice «Esto me duele más a mí que a ti» tiene un dejo que es claramente marciano. Los marcianos parecieran saber, como por instinto, aquello que nosotros aprendimos a duras penas de la física moderna: que el observador actúa con lo observado a través del proceso de observación. Grok significa comprender tan a fondo que el observador se convierte en parte de lo observado; fusionarse, mezclarse, conectarse, perder la identidad en una experiencia grupal. Significa casi todo aquello que entendemos por religión, filosofía y ciencia, y tiene tan poco significado para nosotros como el color lo tiene para una persona ciega.

La raza marciana se había topado con los habitantes del quinto planeta, los había comprendido por completo y había actuado. Sólo quedaban las ruinas de un asteroide, salvo que los marcianos continuaran alabando y apreciando al pueblo al que habían destruido.

Todo lo que es capaz de comprender es Dios.

## Etimología
Originalmente, Robert A. Heinlein acuñó el término grok en su novela de 1961 Stranger in a Strange Land como una palabra marciana que no era posible definir en términos terrícolas, pero que podía relacionarse con diversos significados literales tales como «agua», «beber», «relacionarse», «vida» o «vivir», y que tenía un significado figurado mucho más profundo pero difícil de comprender por la cultura terrestre debido a su suposición de una realidad singular.
Según el libro, el agua potable es un tema central en Marte, donde escasea.  Los marcianos utilizan la fusión de sus cuerpos con el agua como un sencillo ejemplo o símbolo de cómo dos entidades pueden combinarse para crear una nueva realidad que es mayor que la suma de sus partes. El agua pasa a ser parte de quien bebe, y quien bebe pasa a ser parte del agua. Ambos se comprenden (grok) mutuamente. Las cosas que antes tenían realidades separadas se entrelazan en las mismas experiencias, las mismas metas, la misma historia y el mismo propósito. Dentro del libro, la afirmación de inmanencia divina que se verbaliza entre los personajes principales, «eres Dios», se deriva lógicamente del concepto inherente al término grok.
Heinlein describe las palabras marcianas como «guturales» y «chirriantes». El sonido del habla marciana se describe «como una rana toro luchando contra un gato». Por consiguiente, la palabra grok se pronuncia por lo general con una «gr» gutural que termina en una «k» aguda con muy poco o ningún sonido vocálico. El autor William Tenn sugiere que, al crear la palabra, Heinlein podría haberse visto influenciado por el concepto muy similar griggo, que el mismo Tenn había introducido anteriormente en su relato Venus and the Seven Sexes (publicado en 1949). En su epílogo posterior al relato, Tenn afirma que Heinlein consideró «muy posible» tal influencia.

## Uso y significado moderno

### En la cultura de los programadores de computadoras
Los usos que se le han dado al término en las décadas posteriores a los años sesenta se concentran más en la cibercultura. Por ejemplo, en 1984, un columnista de la revista InfoWorld se imaginaba a una computadora que decía, «¿Software? ¿Software? ¡No hay ningún software! Solo distintos estados internos de hardware. ¡Todo es hardware! Es una pena que los programadores no lo comprendan  mejor.»
Además, el glosario de jerga de programadores The Jargon File, que se describe a sí mismo como The Hacker's Dictionary  y que se ha publicado en tres ocasiones bajo ese título, sitúa a la palabra grok en un contexto de programación:

Cuando una persona afirma que «domina» un conocimiento o una técnica, está afirmando que no sólo los ha aprendido de manera decisiva y objetiva, sino también que esos conocimientos se han convertido en parte de sí misma, de su identidad. Por ejemplo, cuando dices que «conoces» Lisp, simplemente estás afirmando que puedes programar en este lenguaje si es necesario. Pero si dices que «dominas» Lisp, estás afirmando que te has adentrado profundamente en la cosmovisión y el espíritu del lenguaje, con la implicación de que ha transformado tu visión de la programación. En comparación está el término zen, que es una comprensión sobrenatural similar que se experimenta como una sola y breve ráfaga.

Esta entrada existía en las primeras versiones de The Jargon File, a principios de los años ochenta. Un uso típico en el contexto técnico, según se refleja en la edición de 2005 de la guía Linux Bible, caracteriza a la filosofía de desarrollo del software Unix como «puede simplificar muchísimo tu vida una vez que hayas comprendido la idea.»
El libro Perl Best Practices define la palabra grok como la comprensión profunda de una porción de código de computadora. Además, sugiere que el concepto de «volver a comprender» el código significa volver a cargar las complejidades de esa porción de código en nuestra memoria después de que haya pasado algún tiempo y ya no recordemos todos sus detalles. En ese sentido, grok significa cargar todo en la memoria para su uso inmediato. Es un concepto análogo a la forma en que un procesador almacena algo en la memoria caché o intermedia para su uso a corto plazo, pero la única implicación de esta referencia es que esto es algo que haría un ser humano (o acaso un marciano).
La página web principal de cURL, una herramienta y biblioteca de programación de código abierto, describe la función de cURL como «cURL comprende URLs».
La novela Cyberia cubre ampliamente su uso en esta subcultura:

Todo esto se refiere a su uso en los últimos días. La derivación original fue de una antigua utilidad de procesamiento de texto de hace tanto tiempo que ya nadie la recuerda, pero grok era el resultado cuando entendía el archivo. K y R lo recordarían.

El software de registro de pulsaciones de teclas utilizado por la Agencia de Seguridad Nacional (NSA) para sus operaciones de recopilación de inteligencia a distancia lleva por nombre GROK.
Uno de los filtros de análisis más potentes utilizados en el componente logstash del software Elasticsearch se llama grok.
Un libro de referencia escrito por Carey Bunks acerca del uso del Programa de Manipulación de Imágenes de GNU lleva por título Grokking the GIMP.

### En la contracultura
En su libro The Electric Kool-Aid Acid Test (1968), Tom Wolfe describe los pensamientos de un personaje durante una experiencia psicodélica:

Mira hacia abajo, dos piernas desnudas, un torso que se eleva hacia él y como si los estuviera percibiendo por primera vez... nunca antes había visto ninguna parte de esta carne, este extraño. Se queda pensativo...

En su manual de contracultura acerca de reparación de automóviles Volkswagen, How to Keep Your Volkswagen Alive: A Manual of Step-by-Step Procedures for the Compleat Idiot (1969), el ingeniero aeroespacial John Muir les recomienda a los posibles compradores que «comprendan al automóvil» antes de comprarlo.
En sus obras The Illuminatus! Trilogy y Schrödinger's Cat Trilogy, el escritor Robert Anton Wilson utilizó la palabra muchas veces. Por ejemplo, en The Eye in the Pyramid, el volumen uno de la trilogía Illuminatus!:

Capté las referencias a Aristóteles, el anciano de la tribu, con su desafortunada parálisis epistemológica, y también a esa mujercita enérgica que siempre imagino que es en realidad la Anastasia perdida, pero seguía sin entenderlo. «¿Qué quieres decir?» pregunté (...)

Y en The Trick Top Hat, el volumen dos de la trilogía Schrödinger's Cat:

(...) Williams continuó. «Tienes que pensar en las ondas de tiempo, al igual que en las ondas de espacio, para comprender el mundo cuántico (...)»